# Oligodon petronellae
Oligodon petronellae là một loài rắn trong họ Rắn nước. Loài này được Roux mô tả khoa học đầu tiên năm 1917.